# Р-39

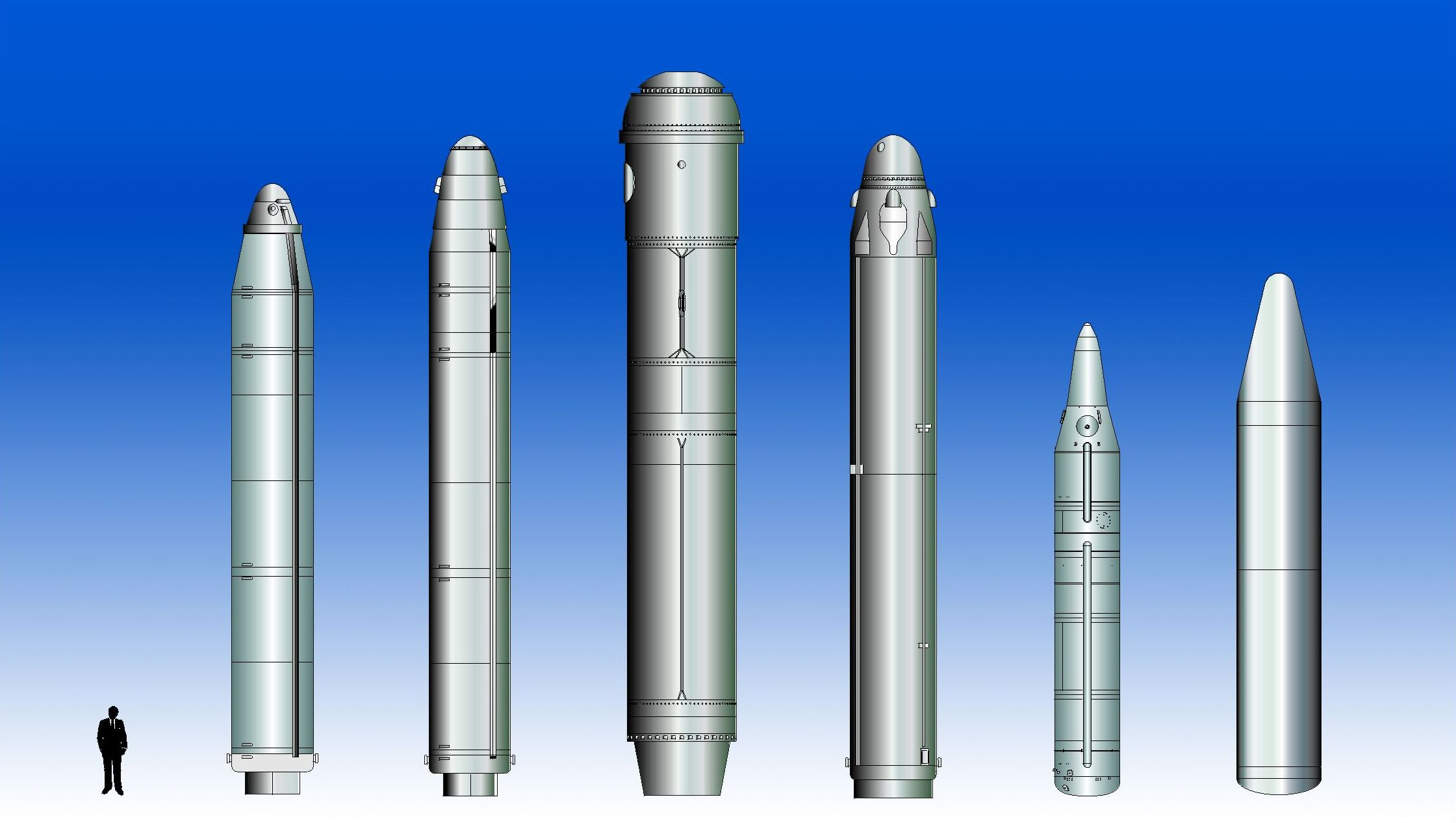
Ракети підводного базування: Р-29, Р-29Р, Р-39, Р-29РМ, CSS-NX-3, JL-2

Р-39 — радянська балістична ракета підводного базування, яка використовувалася у складі ВМС СРСР з 1983 року до 1991 року, згодом у складі ВМФ Росії до 2004 року. Ракета мала індекси ГРАУ 3М65, 3М20 і 3Р65. Транспортувалася на борту підводних човнів класу «Тайфун».
Міжконтинентальна ракета Р-39 мала триступеневу конструкцію розгону на твердому паливі з блоком построзгону на рідкому паливі, який ніс до десяти боєголовок з родільними боєголовками індивідуального наведення. Як і в інших підводних балістичних ракетах, початковий пуск приводився від газогенератора в нижній частині бойової труби. Під час проходження ракети крізь воду додаткові двигуни створювали газову стінку навколо ракети, зменшуючи гідродинамічний опір.

## Історія
Розробка почалася в НДІ Машинобудування в 1971 році, а проєкт отримав офіційне затвердження у 1973 році. Перші випробувальні польоти з 1979 року виявили проблеми з твердопаливними наддувними двигунами, більше половини перших польотів зазнали невдачі. Пізніші випробування на борту модифікованого підводного човна типу «Тайфун» були успішними, і розгортання почалося в травні 1983 року з 20 ракетами на кожному підводному човні. При повному розгортанні були боєздатними 120 ракет із загальною кількістю 1200 боєголовок.
За умовами договорів СНО-1 і СНО-2 з 1996 року було знищено певну кількість ракет Р-39. Протягом 1990-х років підводні човни класу «Тайфун» і ракети Р-39, які вони несли, поступово виводилися з експлуатації. Усі ракети були зняті з озброєння до 2004 року, і всі підводні човни класу «Тайфун» були зняті з експлуатації, за винятком однієї, яка використовується як випробувальна платформа для ракет РСМ-56 Булава .
Наступний проєкт Р-39М зазнав ряд невдалих випробувань і був скасований.